# Niuatoputapu
Niuatoputapu (alte Namen: Verraders Eyland (Schouten), Keppel’s Isle (Wallis)) ist eine zum Königreich Tonga gehörende, 18 km² große Insel im Südpazifik. Sie zählt geographisch zur Niua-Gruppe und liegt im äußersten Norden des Königreiches, etwa 300 km nördlich der Hauptgruppe von Tonga.

## Geographie
Niuatoputapu ist, wie die übrigen Inseln der Niuas, vulkanischen Ursprungs. Im Norden und Nordwesten ist die Insel von einem Korallenriff umschlossen, das nur eine schmale Durchfahrt aufweist. Die höchste Erhebung ist ein arider Rücken von 141 Metern Höhe im Nordwesten der Insel, der Überrest eines zuletzt im Pleistozän aktiven, inzwischen bereits erodierten Vulkans. Die Siedlungen befinden sich an der Nordwestküste; insbesondere der Süden und Nordosten der Insel ist dicht mit tropischem Bewuchs bedeckt und unbewohnt.

## Klima
Die Sommer (im mitteleuropäischen Winter) sind feucht-heiß mit Temperaturen von deutlich über 30 °C, die jedoch durch die ständig wehende Meeresbrise gemildert werden. Regenfälle sind häufig und heftig, dauern allerdings nur kurz an. Im trockeneren Winter schwanken die Temperaturen zwischen 15 °C in der Nacht und angenehmen 25 °C am Tag. Niuatoputapu liegt im Hurrikan-Gürtel des Südpazifiks. Stürmische Winde sind nicht selten. 1998 zog der Zyklon „Ron“ über die Insel und richtete erhebliche Schäden an, 18 Häuser wurden zerstört. 2004 vernichtete der Zyklon „Heta“ einen Großteil der Pflanzungen auf Niuatoputapu, Menschen kamen allerdings nicht zu Schaden.
Am 29. September 2009 wurde Niuatoputapu von den bis zu sieben Meter hohen Wellen eines durch ein schweres Erdbeben ausgelösten Tsunamis getroffen. Es gab 9 Tote, zahlreiche Häuser wurden zerstört oder beschädigt.

## Geschichte
Durch die Untersuchungen des Archäologen Patrick Vinton Kirch von der University of California, Berkeley, der umfangreiche Grabungen in den 1970er Jahren durchführte, ist die Vorgeschichte von Niuatoputapu gut erforscht, weit besser als bei den anderen Inseln im Tonga-Archipel.
In Niuatoputapu wurden mit die ältesten Spuren menschlicher Besiedlung in Polynesien gefunden. Eine Radiokohlenstoffdatierung von einem Abfallhaufen einer frühen Strandsiedlung erbrachte ein Alter von 2800 bis 3000 Jahren. Nach Meinung von Kirch gehören die Tonga-Inseln – und damit auch Niuatoputapu – zusammen mit Samoa zum Kernland der polynesischen Besiedlung und zum Ausgangspunkt der Polynesischen Expansion.
Bis zur Mitte des 16. Jahrhunderts hatte Niuatoputapu ein eigenes Staatswesen, geriet aber in der Zeit bis zum europäischen Erstkontakt unter die Hegemonie des Königreiches Tonga. Aus dieser Zeit sind 92 Kultstätten – künstlich errichtete Erdhügel von unterschiedlicher Größe und Beschaffenheit – auf der Insel nachweisbar. Der größte Hügel umfasst 2518 Kubikmeter. Einige, die insbesondere am nördlichen und nordwestlichen Küstenstreifen liegen, schließen Grabanlagen ein und sind mit Steinen umkleidet. Andere, insbesondere die größeren, wurden eigens für die Taubenjagd errichtet. Die Radiokohlenstoffdatierung von organischem Material einer solchen Begräbnisstätte erbrachte ein Alter von 500 Jahren, d. h. die Anlage war noch etwa 150 Jahre vor dem ersten Kontakt mit Europäern in Gebrauch.
Aus der Vielzahl der Kultstätten, die jeweils einer Siedlung zuzuordnen sind, ist zu schließen, dass die Insel einst in mehrere regionale Clans, die einem Stammeshäuptling unterstanden, aufgeteilt war. Die Verteilung lässt auf mindestens zwölf Stammesfürstentümer (Chiefdoms) schließen. Diese Befunde, ergänzt durch die Berichte früher europäischer Entdecker, belegen eine dichte polynesische Besiedlung mit einer weit höheren Bevölkerungszahl als heute.
Niuatoputapu hatte einst eine eigene Sprache, von der nur einige wenige Wörter bekannt sind, die europäische Besucher im 17. Jahrhundert gesammelt und aufgezeichnet haben. Die Sprache ist während der tongaischen Hegemonie unterdrückt worden und im 19. Jahrhundert endgültig verloren gegangen. Die heutige Amtssprache ist tongaisch, von vielen, besonders jüngeren Einwohnern, wird auch englisch gesprochen.
Der Überlieferung nach wird Niuatoputapu von dem Gott Seketoa beschützt, der sich in Gestalt eines riesigen Haies manifestiert.
Für Europa entdeckt wurde die Insel 1616 von Willem Cornelisz Schouten und Jacob Le Maire während ihrer Entdeckungsreise mit den Schiffen Hoorn und Eendracht in den Pazifischen Ozean. Schouten beschreibt die indigene Bevölkerung als „muskulöse, exzellente Schwimmer“, aber auch als „aggressive und diebische, nackte Wilde“.
Als die Europäer die Insel am 11. Mai 1616 erreichten, wurden sie bereits von einer großen Anzahl von Kriegskanus erwartet. Die Männer trugen Keulen und griffen die Seefahrer sofort an, die mit Musketenschüssen antworteten. Der Konflikt endete mit einem getöteten Insulaner.
Am nächsten Tag kamen die Insulaner zurück und boten Schweine, Kokosnüsse, Bananen und andere Früchte zum Tausch an. Sie schwammen zu den beiden Schiffen und versuchten an Bord zu kommen. Dann näherte sich der König der Insel in einem großen Doppelrumpf-Kanu, das von mehr als 35 weiteren Kanus eskortiert wurde und bot ein schwarzes Schwein als Gastgeschenk an. Die Holländer revanchierten sich mit einem alten Beil und ein paar rostigen Nägeln und Glasperlen. In einer Kultur, die kein Glas und Metall kannte, waren dies begehrte Gaben.
Am folgenden Morgen, dem 13. Mai 1616, waren die holländischen Schiffe von 23 großen Doppelrumpf-Kanus und 45 Einbäumen mit etwa 800 bewaffneten Einheimischen umringt. Sie erweckten zunächst den Eindruck, dass sie Handel treiben wollten. Plötzlich versuchten sie unter Führung des Königskanus einen Angriff und schleuderten Steine auf die Schiffe. Die Holländer antworteten mit Kanonen- und Musketenfeuer. Zahlreiche Insulaner wurden bei diesem Konflikt getötet. Schouten taufte die Insel daraufhin „Verraders Eyland“ (Verräterinsel oder engl. Traitor’s Island).
Am 13. August 1767 erreichte Samuel Wallis Niuatoputapu, das er „Keppel’s Isle“ nannte, nach Admiral Augustus Keppel, 1. Viscount Keppel, dem Ersten Lord der Admiralität. Auf der Suche nach Frischwasser (die Mannschaft entdeckte die Niutoua Quelle nahe dem heutigen Dorf Hihifo) kam es zu einem kurzen Kontakt mit Einheimischen, den Wallis wie folgt beschreibt:
Während die zwei Boote an Land waren, näherten sich zwei Kanus mit sechs Männern darin, die friedlich gestimmt schienen. Sie sahen ähnlich aus wie die Bewohner von King George´s Island [Tahiti], aber sie waren in eine Art Matte gekleidet und das erste Glied ihres kleinen Fingers war abgeschnitten. Zur gleichen Zeit kamen etwa 50 weitere aus dem Landesinnern, sie näherten sich aber nur auf 50 Yards und blieben dort stehen. Als sie uns genügend angestarrt hatten, liefen sie weg. Drei von den Männern in den Kanus kamen in eines unserer Boote, aber als wir ablegten, sprangen sie über Bord und schwammen zur Insel zurück.

## Verwaltung
Die Inseln Niuatoputapu und Tafahi bilden zusammen innerhalb der Division Ongo Niua den Verwaltungsdistrikt Niuatoputapu mit vier Dörfern (drei auf Niuatoputapu, eines auf Tafahi).
| Dorf         | Einwohner 2006 | Einwohner 2016 | Einwohner 2021 |
| ------------ | -------------- | -------------- | -------------- |
| Hihifo       | 393            | 302            | 301            |
| Vaipoa       | 292            | 183            | 171            |
| Falehau      | 265            | 223            | 218            |
| Tafahi       | 69             | 31             | 28             |
| Niuatoputapu | 1019           | 739            | 718            |

## Bevölkerung und Infrastruktur

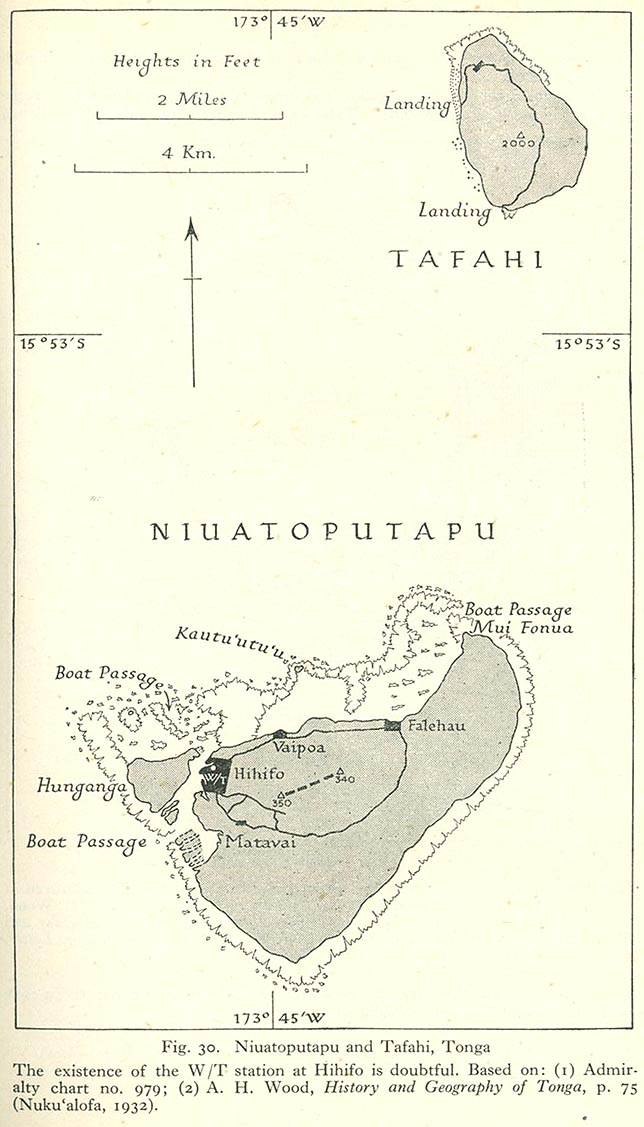
Historische Karte von Niuatoputapu und Tafahi

Die Insel Niuatoputapu hat nach dem Zensus von 2021 insgesamt 690 Einwohner. Bei der Zählung von 1996 waren es noch 1161 Einwohner. Die – auch innerhalb des Königreiches Tonga – isolierte Insel leidet unter Auswanderung besonders der jungen Leute.
Die größte Ortschaft mit Sitz der lokalen Verwaltung ist Hihifo im Nordwesten. Hier befinden sich Schule, Hospital, Post (gleichzeitig Bank und Zollamt) mit Satellitentelefon, ein kleiner Laden für die örtlichen Bedürfnisse und die Kirchen – eine katholische Kirche, zwei protestantische Freikirchen und eine mormonische Kirchengemeinde.
Im Westen des Ortes entspringt die ergiebige Niutoua-Quelle, die ihr Wasser in einen natürlichen Frischwasserteich und dann in einer schmalen Rinne ins Meer ergießt. Von Einwohnern wird der erfrischend kühle Teich zum Baden genutzt. Sie behaupten, jemand, der nicht in die Quelle eingetaucht sei, wäre auch nicht wirklich auf Niuatoputapu gewesen. Der Sage nach ist die Quelle entstanden, als ein Dämon von Niuatoputapu einen Teufel von Samoa kitzelte, und als dieser laut habe lachen müssen, sei die Quelle ausgebrochen.
Etwas außerhalb von Hihifo wurde ein Königspalast gebaut, eine große, wellblechgedeckte Hütte, über die der König von Tonga bei einem seiner seltenen Besuche auf Niuatoputapu verfügen kann.
Die beiden anderen Dörfer sind Falehau und Vaipoa. Auf einer historischen Karte von ca. 1932 ist südlich von Hihifo noch ein kleines Dorf namens Matavai verzeichnet. Alle Siedlungen sind mit unbefestigten Straßen verbunden, Autos gibt es auf Niuatoputapu nur wenige.
Südlich von Hihifo liegt der Flughafen Niuatoputapu, eine unbefestigte Piste, die mit kleinen Propellermaschinen alle zwei Wochen von Tongatapu aus über Vavaʻu angeflogen wird.
Falehau hat eine Mole aus Beton, an der alle zwei Monate ein Versorgungsschiff anlegt, das auch Passagiere mitnimmt. Je nach Wetterlage kann sich die Ankunft des Schiffes verzögern, was zu Versorgungsengpässen auf der Insel führt.
Eine touristische Infrastruktur mit Bars oder Restaurants gibt es in den Dörfern nicht. Das Palm Tree Resort, eine kleine Hotelanlage mit vier Bungalows und einem Restaurant, liegt auf Hunganga, einem vorgelagerten Motu, der von Hihifo nur durch einen schmalen Strömungskanal getrennt ist, der bei Ebbe durchwatet werden muss.
Die Bewohner sind weitgehend Selbstversorger. Angebaut werden Taro, Maniok, Yams, Brotfrucht, Kochbananen und allerlei tropische Früchte. Fast alle Haushalte halten Schweine und Hühner, die in den Dörfern frei herumlaufen. Eine wesentliche Nahrungsgrundlage ist der Fischfang. Weitere Nutzpflanzen sind Kokospalmen, Grundlage einer bescheidenen Kopra-Produktion, und der Pandanus, dessen Fasern teilweise exportiert, aber auch vor Ort zu Matten und Körben verarbeitet werden. Die Pandanusblätter dienen auch zur Dacheindeckung der Hütten, werden aber mehr und mehr von Wellblech verdrängt.
Niuatoputapu wird gelegentlich von Weltumseglern angesteuert, aber ansonsten von Touristen wenig besucht, obwohl die Insel von zahlreichen herrlichen Sandstränden umgeben ist.